# 官庄乡 (杞县)
官庄乡，是中华人民共和国河南省開封市杞县下辖的一个乡镇级行政单位。

## 行政区划
官庄乡下辖以下地区：
江陵岗村、吐岗村、罗王村、路关庄村、六六湾庄村、豆砦村、焦腊村、黄岗村、中丘村、贾庄村、孙庄村、孟庄村、霍排井村、后石村、宗砦村、王乐亭村、原庄村、官庄村、牛砦村、算帐口村、李良贵村、东岗村、西岗村、李庄村、代寨村和油坊庄村。